# Intersindical-CSC
Intersindical-Confederación Sindical Catalana es un sindicato independentista y de clase de Cataluña (España). Actualmente es la quinta fuerza sindical de dicha comunidad autónoma. Se declara heredera de Solidaritat d'Obrers de Catalunya (SOC) y Confederació Sindical de Treballadors de Catalunya (CSTC). 
Configurado como sindicato de clase, militan en él trabajadores de todos los sectores, tanto privados como públicos. El sindicato no tiene ninguna vinculación política partidista, no obstante es habitual encontrar entre sus filas militantes de base de Esquerra Republicana y de la Candidatura de Unidad Popular, teniendo en cuenta que tanto desde Jovent Republicà como desde Poble Lliure se apuesta por reforzar el sindicato.

## Historia
En 1980 se forma la Confederació Sindical de Treballadors de Catalunya (CSTC) a partir del acuerdo conseguido entre la Solidaritat d'Obrers de Catalunya (SOC) y el sindicato vinculado al Partit Socialista d’Alliberament Nacional (PSAN) denominado Col·lectius de Treballadors (CCTT). 
En 1985 la Confederació Sindical de Treballadors de Catalunya (CSTC) se unió a dos organizaciones menores naciendo así la Confederació Sindical Catalana (CSC). Entre 1987 y 1988 fue secretario general Jordi Fayos.
CSC entró en crisis en 1986 y en 1987 CSC sufrió su primera escisión donde una parte de su militancia, situada a la izquierda, fundó la Coordinadora Obrera Sindical (COS). Entre los años 1987 y 1989 se produjeron diferentes escisiones que pasaron mayoritariamente a Comisiones Obreras y a la COS.
En 1990 se refundó el sindicato, se puso fin al proceso disgregacionista y se rebautizó con el nombre de Intersindical-CSC. Hasta 1993 se sumaron a la Intersindical-CSC diferentes sindicatos de ramo y empresa que hoy conforman la actual I-CSC bajo un modelo organizativo confederal pero sin perder el referente de clase. Durante el II Congreso confederal de la I-CSC celebrado en 1998 se realitza una profunda renovación generacional del sindicato y un fortalecimiento de los principios sindicales y nacionales de la organización.
A partir de 2004 se recondujo la central sindical hacía posicionamientos claramente de izquierdas y independentistas, con la voluntad de ser el sindicato nacional y de clase de referencia de los Países Catalanes. Entre 1998 y 2013, la secretaria confederal fue Isabel Pallarès. Su actual secretario general es Carles Sastre.

## Relaciones externas
En 2002 la Intersindical-CSC fundó la Plataforma de Sindicatos de Clase de Naciones Sin Estado (PSCNSE) y desde 2009 es miembro de la Federación Sindical Mundial (FSM), la cual participa en las sesiones anuales de la Organización Internacional del Trabajo (OIT).